# Động vật tự chữa bệnh

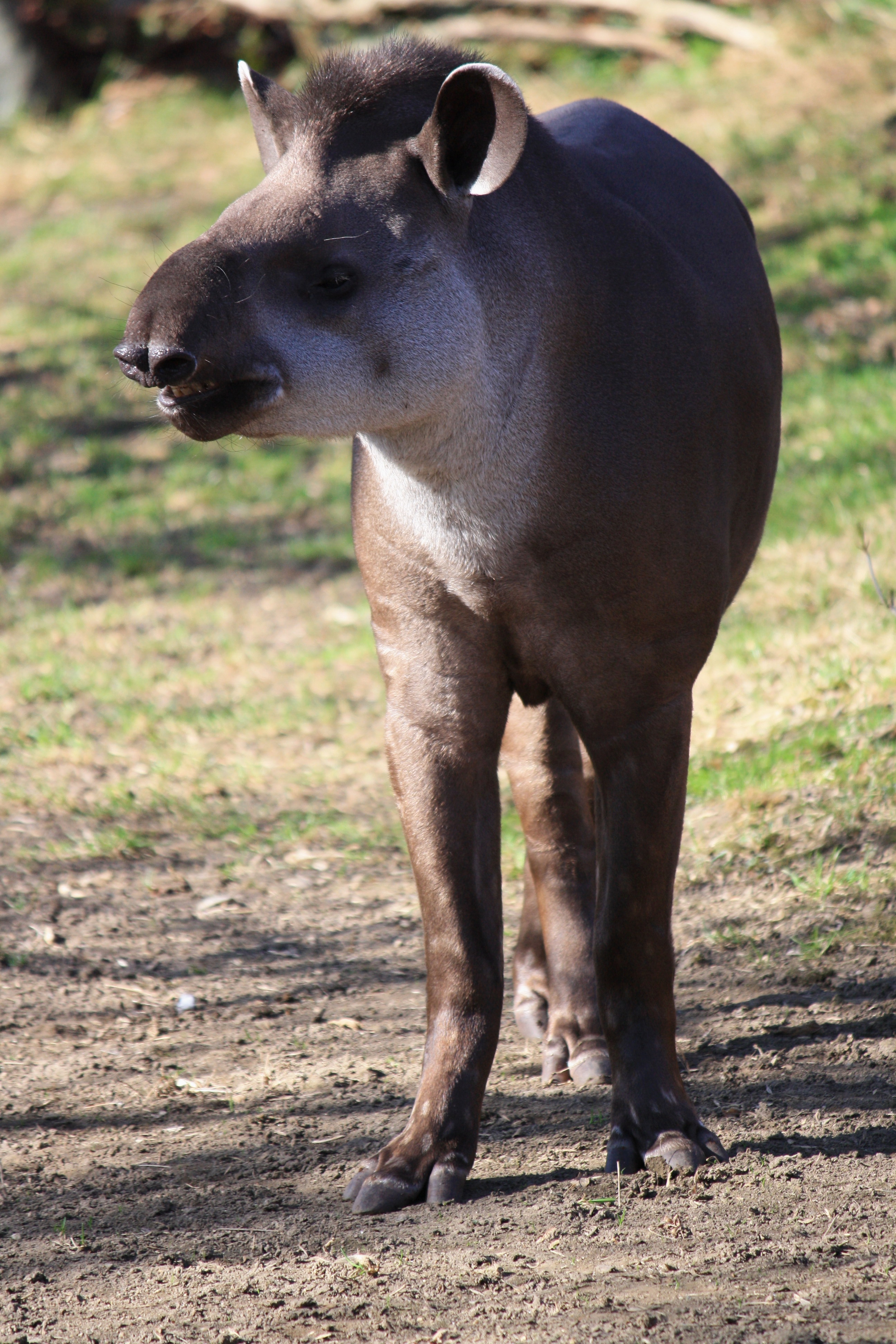
Heo vòi được ghi nhận là biết tìm ăn đất sét để trị các chứng về đường ruột

Động vật tự chữa bệnh (tên gọi khoa học: Zoopharmacognosy) là một hiện tượng ghi nhận được ở các loài động vật (trừ con người) có những tập tính trong việc lựa chọn các loại thức ăn từ thảo dược, cây cối, đất đá nhằm tự chữa một số chứng bệnh mà chúng mang phải.

## Khái luận
Thuật ngữ này lần đầu được nêu ra bởi Cindy Engel trong tác phẩm How Animals Keep Themselves Well and What We Can Learn from Them trong đó thuật ngữ khoa học được hình thành gồm zoo (động vật), pharma (thuốc) và gnosy (sự hiểu biết). Đây là một hiện tượng khoa học kỳ thú và đang được nghiên cứu, cho ý kiến khác nhau. Có thể ghi nhận rằng, tương tự như con người, nhiều loài động vật cũng biết tìm thuốc để tự chữa bệnh cho chúng, chẳng hạn như các rối loạn tiêu hóa, nhiễm ký sinh trùng hay thậm chí để giảm đau đẻ. Hiện tượng động vật tự chữa bệnh đã được ghi nhận ở loài vẹt đuôi dài tại Brazil, voi ở Kenya và cả chó, mèo ở Anh, Mỹ.

## Biểu hiện
Chó được phát hiện ăn cỏ để chữa chứng đau bụng. Bất chấp thực tế là việc ăn cỏ khiến chúng phát bệnh, các con chó, mèo nhà hoặc chó hoang, mèo hoang trên khắp thế giới vẫn chủ động tìm kiếm loại thực vật này. Người ta cho rằng, đây là một cách giúp chúng giảm đau bụng và thoát khỏi thứ gì đó đang gây khó chịu trong đường ruột. Chó không có phương tiện để tiêu hóa cỏ, do chúng thiếu các enzym thiết yếu để phá hủy chất xơ. Do đó, cỏ chẳng có mấy giá trị dinh dưỡng đối với chúng. Một lý do cho việc chó ăn cỏ có thể do cảm giác buồn nôn, đây là giải pháp tạm thời cho sự khó chịu dạ dày, các cuộc kiểm tra đối với những con chó có biểu hiện ăn cỏ sau đó hé lộ chúng mắc các chứng viêm trong bụng, chẳng hạn như trào ngược dạ dày hay bệnh đường ruột.
Tinh tinh thì nuốt cây Aspilia để loại bỏ ký sinh trùng trong cơ thể, những con tinh tinh nuốt lá của tới 35 cây Aspilia trong một nỗ lực được cho là nhằm loại bỏ ký sinh trùng. Lá cây Aspilia chứa một hóa chất có tên gọi là thiarubrine-A, có khả năng tiêu diệt một số ký sinh trùng nhất định trong đường ruột. Tương tự như đối với loài chó, các con tinh tinh cũng được ghi nhận ăn một số loại cây bụi nhất định để khiến chúng phát ốm. Độ nhám của những loại thực vật này có thể đóng vai trò như "giấy ráp" đánh bay các ký sinh trùng trong đường tiêu hóa của chúng.
Khỉ capuchin có mũ sử dụng đá nghiền vụn như một cách chữa trị giúp ngăn chặn ký sinh trùng, khỉ capuchin sinh sống ở vườn quốc gia hẻo lánh phía đông bắc Brazil tán những hòn đá thành dạng bột và trộn với nước bọt trước khi xoa khắp cơ thể, chúng được cho là sử dụng thạch anh để xử lý ký sinh trùng ăn bụi hoặc cọ xát với ngoại ký sinh trùng như chấy, mục đích của chúng là nghiền đá cuội quartzite để có thể liếm bụi đá và bôi lên thân, hành vi trên khá phổ biến ở quần thể khỉ được nghiên cứu
Những con vẹt đuôi dài đỏ và xanh ăn cao lanh (đất sét trắng để làm đồ gốm, sứ) để giải quyết những vấn đề tiêu hóa. Hành động này được coi là một chiến lược "khử độc". Chế độ ăn của vẹt đuôi dài vùng Amazon chủ yếu gồm các hạt, nên chúng có thể ngốn ngấu cả các quả nhỏ hoặc những thứ độc hại khác giống hạt. nhiều con vẹt đuôi dài liếm đất sét dưới đáy sông để có được các khoáng chất khử độc và chống lại các hợp chất tannin cũng như alkaloid vị đắng, tồn tại trong nhiều loại hạt này. Đất sét từng được phát hiện có khả năng hấp thu vi khuẩn và làm dịu chứng tiêu chảy ở heo vòi, voi rừng và khỉ đột sống trên núi. Ở voi, thì voi cái tìm ăn loại cây để thúc đẩy quá trình sinh sản, có ghi nhận rằng một con voi chửa to đã ngốn ngấu toàn bộ cây boraginaceae, thứ không nằm trong chế độ ăn thường xuyên của nó, trước khi quay trở lại với thói quen ăn uống bình thường. 4 ngày sau bữa ăn bất thường, con voi đã sinh nở. Cây boraginaceae đã được phụ nữ trong vòng sử dụng để thúc đẻ, con voi đã ăn cây này để có tác dụng tương tự.
Các con vượn cáo mang thai được phát hiện ăn vỏ và trái me để tăng tiết sữa, cũng như tăng cơ hội sinh nở thành công. Chúng cũng cho con của mình ăn vỏ cây để giúp tiêu diệt ký sinh trùng, cụ thể là vượn cáo nhai, chà xát cuốn chiếu lên cơ thể, thậm chí ăn thịt chúng để giải quyết một số vấn đề sức khỏe, một số con vượn cáo Eulemur rufifrons đã sử dụng cuốn chiếu với mục đích điều trị và ngăn ngừa một số tình trạng như mẩn ngứa hay sụt cân do ký sinh trùng trong ruột gây ra, một số con nhai cuốn chiếu, tạo ra loại chất màu cam có thể là hỗn hợp giữa nước bọt với dịch từ cơ thể cuốn chiếu. Sau khi nhai, vượn cáo cọ xát chúng vào bộ phận sinh dục, hậu môn và đuôi. Hành vi chà xát vật thể, chất hoặc vật liệu nào đó lên một số bộ phận ở vượn cáo và các loài có vú khác gọi là tự xoa dầu để trao đổi thông tin với cá thể khác, loại bỏ chất độc từ thức ăn hoặc bôi thuốc.
Việc tự xoa dầu kết hợp với ăn dịch cuốn chiếu nhiều khả năng là một cách dùng thuốc của vượn cáo vì cuốn chiếu chứa benzoquinone, loại chất có nhiều tác dụng như chống muỗi, vượn cáo tận dụng điều này để loại bỏ ký sinh trùng ở ruột. Một trong số đó là Oxyuridae nematodes, giun ký sinh gây tấy và phát ban xung quanh hậu môn. Nhiều con với những vùng trụi lông ở đằng sau, phía dưới cơ thể. Đây là nơi để ngồi và nhiều khả năng tình trạng này xảy ra do thường xuyên cọ xát. Những vùng trụi lông như vậy có thể là dấu hiệu cho thấy chúng nhiễm Oxyuridae. Vượn cáo không phải loài vật duy nhất chà xát hay ăn thịt cuốn chiếu. Nhiều loài chim và động vật có vú cũng thực hiện hành vi này. Cuốn chiếu sở hữu nhiều chất hóa học giúp chúng tự vệ trước động vật săn mồi. Các chất này, trong đó có nhiều loại axit và ancaloit, có thể trở thành thuốc chữa, thuốc giảm đau, chất kích thích, thậm chí chất độc với một số loài vật.

## Đánh giá
Có người đã tạo dựng quy trình giúp các nhà nghiên cứu xác định xem liệu một động vật nào đó đang tự chữa bệnh cho mình hay đơn giản chỉ là đói. Đó là một quá trình 4 bước để xác định liệu các cây cối hoặc khoáng chất mà các động vật ăn có phải là một dạng thuốc tự kê dùng đối với chúng hay không, nếu các thành phần này không nằm trong chế độ ăn thường xuyên của động vật, nếu chúng mang lại ít hoặc không có giá trị dinh dưỡng đối với loài động vật đó, nếu chúng chủ được ăn vào các thời điểm nhất định trong năm, khi ký sinh trùng hoành hành và nếu các cá thể cùng loài trong đàn/nhóm động vật đó không được phát hiện ăn chúng vào cùng thời điểm, thì những cây cối hoặc khoáng chất này đang được động vật sử dụng như thuốc, không phải thức ăn. Mặc dù bằng chứng cho điều này hoàn toàn mang tính suy diễn, nhưng hiện tượng tự chữa bệnh dường như phổ biến khắp vương quốc động vật đôi khi theo những cách rất đáng kinh ngạc.